# Чеганли (Абдулинський міський округ)
Чеганли́ (рос. Чеганлы) — село у складі Абдулинського міського округу Оренбурзької області, Росія.

## Населення
Населення — 502 особи (2010; 611 у 2002).
Національний склад (станом на 2002 рік):
- татари — 95 %